# Xenocephalus cribratus
Xenocephalus cribratus är en fiskart som först beskrevs av Kishimoto, 1989.  Xenocephalus cribratus ingår i släktet Xenocephalus och familjen Uranoscopidae. Inga underarter finns listade i Catalogue of Life.